# Amerioppia
Amerioppia är ett släkte av kvalster. Amerioppia ingår i familjen Oppiidae.
Kladogram enligt Catalogue of Life:
| Amerioppia | \| \| Amerioppia meruensis \| \| \| \| \| \| Amerioppia rudentigera \| \| \| \| |
|            | \| \| Amerioppia meruensis \| \| \| \| \| \| Amerioppia rudentigera \| \| \| \| |
|            | Amerioppia meruensis                                                            |
|            |                                                                                 |
|            | Amerioppia rudentigera                                                          |
|            |                                                                                 |